# Józef Gójski

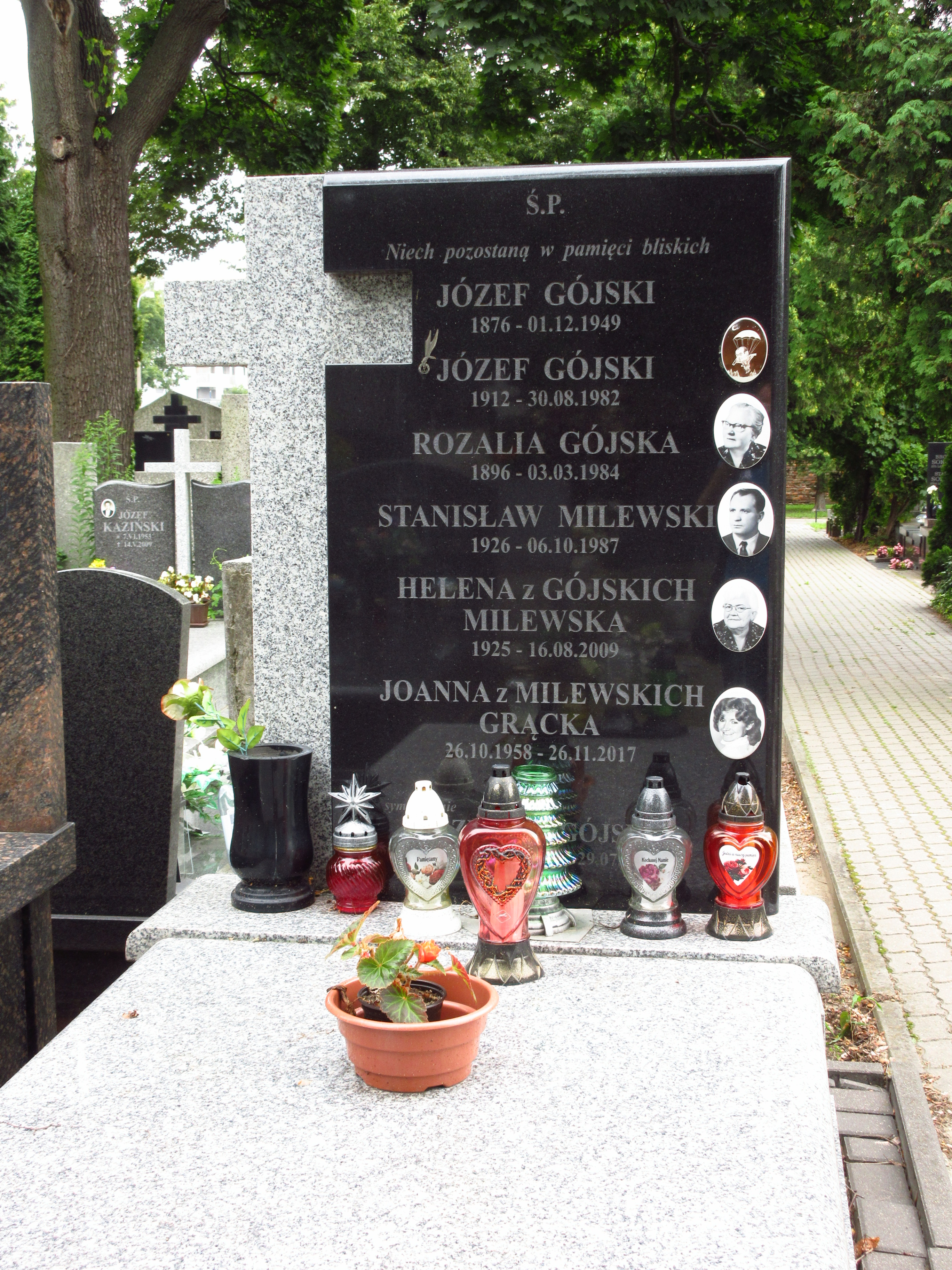
Grób Józefa Gójskiego na Cmentarzu Bródnowskim.

Józef Gójski, (ur. 9 czerwca 1912, zm. 30 sierpnia 1982 w Warszawie) – polski działacz ruchu ludowego, ekonomista i publicysta.

## Życiorys
Studiował ekonomię i historię w Wolnej Wszechnicy Polskiej w Warszawie, po wojnie ukończył ekonomię na Uniwersytecie Warszawskim. W okresie międzywojennym związany z ruchem ludowym. Od 1930 był członkiem PSL „Wyzwolenie”. W 1931 w Stronnictwie Ludowym. W 1932 wstąpił do ZWM RP i do Polskiej Akademickiej Młodzieży Ludowej.
W 1939 uczestniczył w kampanii wrześniowej. Po klęsce udał się do Francji, gdzie pracował jako łącznik z Wojskowym Wydziałem na Kraj. Od 1943 w Wielkiej Brytanii w Ministerstwie Spraw Wewnętrznych RP. W 1944 wrócił do Polski jako emisariusz rządowy. Po wojnie we władzach PSL, potem Zjednoczonego Stronnictwa Ludowego. Współpracował m.in. z „Gazetą Ludową”, był redaktorem tygodnika „Chłopi i Państwo” oraz „Woli Ludu”. Pochowany na Cmentarzu Bródnowskim (kwatera 5B-4-32).
W 1975 otrzymał nagrodę I stopnia Naczelnej Rady Spółdzielczej za książkę "Spółdzielczość" (napisana wraz z Leonem Marszałkiem).